# William Lyon Mackenzie King
William Lyon Mackenzie King, PC, OM, CMG (17 de desembre de 1874 – 22 de juliol de 1950), fou el líder polític canadenc dominant de la dècada del 1920 a la dècada del 1940. Fou el desè Primer ministre del Canadà del 29 de desembre de 1921 al 28 de juny de 1926; del 25 de setembre de 1926 al 7 d'agost de 1930; i del 23 d'octubre de 1935 al 15 de novembre de 1948. Amb un total de 22 anys, és la persona que més temps ha estat primer ministre del Canadà. Format en Dret i en Treball Social, mostrà interès en els valors humanitaris (quan era jove el seu lema era "Ajuda als qui no es puguin ajudar", i va tenir un paper destacat en la formació de l'estat del benestar al Canadà.
Segons els seus biògrafs, King va no tenia les característiques pròpies dels grans polítics, especialment en comparació amb Franklin D. Roosevelt dels EUA, Winston Churchill de Gran Bretanya, Charles de Gaulle de França, o fins i tot Joey Smallwood de Terranova. Els votants l'estimaven. No tenia carisma, no sabia manar ni tenia habilitats oratòries; no va brillar a la ràdio ni en la premsa. Es movia bé en l'escriptura acadèmica. Era fred i distant en les relacions humanes, tenia aliats però molt pocs amics personals propers; mai es va casar i tenia una servidora d'un caràcter molt fred. Les seves constants intrigues molestaven als seus aliats. Mantingué en secret les seves creences i espiritualitat i utilitzà mèdiums per estar en contacte amb les seves persones properes i particularment amb la seva mare, i va permetre que la seva intensa espiritualitat li distorsionés la comprensió d'Adolf Hitler.
Els historiadors conclouen que King va romandre tant de temps al poder perquè va desenvolupar unes àmplies habilitats en els aspectes que necessitava el Canadà. Era sensible als matisos de la política pública; era un treballador amb una intel·ligència perspicaç i penetrant i una comprensió profunda de com estava la societat i l'economia. Va saber captar l'evolució del temperament i la mentalitat dels canadencs, i era un mestre a l'hora d'escollir el moment apropiat per a cada acció. Fou un tecnòcrata modernitzador que considerava que la mediació amb els directius empresarials era essencial en una societat industrial, va portar el seu partit Liberal a representar el corporativisme liberal per crear l'harmonia social. Va dirigir el partit Liberal durant 29 anys, i va aconseguir dotar d'una bona reputació internacional al Canadà com un estat implicat en l'ordre mundial. Una enquesta a universitaris feta el 1997 per la revista Maclean situava a King com el primer entre tot els primers ministres del Canadà, abans que John A. Macdonald i Wilfrid Laurier. Segons les notes de Granatstein (2004), "els becaris van expressar poca admiració per la persona de King, però estaven admirats per les seves habilitats polítiques i l'atenció a la unitat canadenca." D'altra banda, Stewart ha trobat que tots els activistes Liberals en conserven un bon record.